# Korytarz ekologiczny

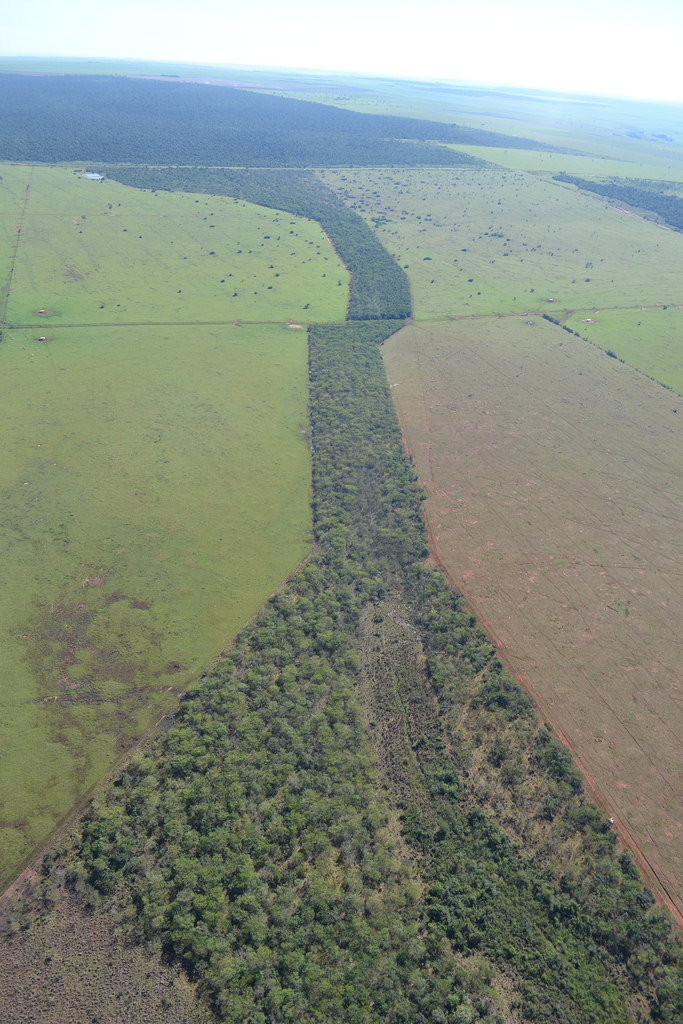
Korytarz ekologiczny

Korytarz ekologiczny – wydłużony obszar łączący podobne siedliska będący drogą wybieraną przez zwierzęta do przemieszczania się między nimi. Oprócz drogi wędrówki zwierząt jest też drogą rozprzestrzeniania się roślin i grzybów.
Pierwotna koncepcja korytarzy ekologicznych (migracyjnych) zakładała istnienie ciągłości pasa, przez który następuje migracja. Inna koncepcja to idea tzw. łańcucha siedlisk pomostowych (ang. stepping stone habitats) – niezależnych od siebie odrębnych ekosystemów, które spełniają podstawowe warunki niszy wędrującej populacji i umożliwiają przeżycie jej osobników w trakcie przemieszczania się w korytarzu, w którego skład te ekosystemy wchodzą.
Korytarzem ekologicznym dla zwierząt żyjących w jeziorach jest rzeka je łącząca. Korytarze ekologiczne dla zwierząt lądowych to tereny leśne, zakrzaczone i podmokłe z naturalną roślinnością o przebiegu liniowym (pasowym), położone pomiędzy płatami obszarów siedliskowych. Korytarze zapewniają zwierzętom odpowiednie warunki do przemieszczania się – dają możliwość schronienia i dostęp do pokarmu. Są niezwykle ważne ze względu na fragmentację środowiska (podział siedliska na małe, odizolowane od siebie płaty) wskutek działalności człowieka i przekształcenia powierzchni ziemi.
Umożliwiają one przemieszczanie się organizmów oraz ich wzajemne kontakty. Są to np. doliny rzeczne, pasma górskie, prądy rzeczne.
Szerokość korytarza migracyjnego jest uzależniona od wymagań konkretnego gatunku.
Korytarze ekologiczne dla prawidłowego funkcjonowania muszą być pozbawione barier ekologicznych; obecność barier utrudnia lub całkowicie hamuje przemieszczanie się gatunków, którym korytarz powinien służyć.

## Korytarze ekologiczne w Polsce
Zgodnie z polskim prawodawstwem, według Ustawy z dnia 16 kwietnia 2004 r. o ochronie przyrody, korytarz ekologiczny to obszar umożliwiający migrację zwierząt, roślin lub grzybów.
Dla całego obszaru Polski opracowano sieć korytarzy ekologicznych, która obejmuje korytarze główne (o znaczeniu międzynarodowym, a nawet kontynentalnym) oraz uzupełniające je korytarze krajowe i lokalne.
Najważniejsze leśne transgraniczne korytarze ekologiczne przebiegające przez Polskę to:
- Korytarz „północny” o przebiegu: Puszcza Augustowska/Puszcza Białowieska – Dolina Biebrzy – Puszcza Piska – Puszcza Nidzicka – Bory Tucholskie – Lasy Wałeckie – Puszcza Notecka – Bory Zielonogórskie – Bory Dolnośląskie
- Korytarz „karpacki” o przebiegu: Bieszczady – Beskid Niski – Beskid Sądecki – Beskid Makowski – Beskid Żywiecki – Beskid Śląski

W Polsce opracowano kilka projektów korytarzy ekologicznych na poziomie krajowym. Pierwszym z nich był projekt Krajowej Sieci Ekologicznej (ECONET-PL), stanowiącej część Europejskiej Sieci Ekologicznej (EECONET). W projekcie tym priorytetem stały się korytarze ekologiczne, ciągnące się wzdłuż cieków. Kolejny projekt zakładał powiązanie sieci ECONET-PL z Krajowym Systemem Obszarów Chronionych, ze szczególnym uwzględnieniem spójności terenów Natura 2000 i inne projekty.

## Zagrożenia dla korytarzy ekologicznych w Polsce
Korytarze ekologiczne pełnią swoje funkcje tylko wtedy, gdy są ciągłe i drożne na całej swej długości. Podstawowe zagrożenia dla funkcjonowania korytarzy migracyjnych:
- rozwój sieci transportowej – budowa nowych autostrad i dróg ekspresowych, które wymagają grodzenia (fizyczna bariera ekologiczna); modernizacja infrastruktury komunikacyjnej i w następstwie zwiększenie natężenia ruchu, wraz z tym zwiększenie śmiertelności zwierząt na drogach;
- budowa obiektów przemysłowych, centrów handlowych, logistycznych, warsztatów, magazynów poza obszarem zabudowanym, wzdłuż głównych dróg – rozciągnięcie strefy zurbanizowanej, powstanie przewężeń korytarza ekologicznego;
- chaotyczna zabudowa obszarów wiejskich – szczególnie wzdłuż głównych dróg, powoduje powstanie wielokilometrowej bariery z przylegających do siebie ogrodzonych posesji;
- budownictwo w bezpośredniej bliskości cieków – coraz dłuższe ich odcinki znajdują się w obrębie gęstej zabudowy, brzegi są degradowane, a cieki poddawane regulacji;
- rozwój budownictwa rekreacyjnego i hałaśliwych form rekreacji – przeznaczanie pod budownictwo rekreacyjne (domki letniskowe) coraz większych obszarów, wykorzystanie lasu do hałaśliwych form rekreacji (jazda motorami crossowymi i samochodami terenowymi po drogach leśnych, szlakach turystycznych);
- rozwój infrastruktury narciarskiej – przeznaczanie najbardziej odległych i najwyższych pasm górskich pod budowę ośrodków narciarskich o dużej przepustowości.

## Ochrona korytarzy ekologicznych w Polsce
- uwzględnienie korytarzy ekologicznych w planach zagospodarowania przestrzennego na wszystkich poziomach – od krajowego po lokalny;
- budowa przejść dla zwierząt – dotyczy miejsc, gdzie przecinają się drogi i linie kolejowe już istniejące (o najwyższym natężeniu ruchu) z korytarzami ekologicznymi; jednoczesna budowa przejść dla zwierząt wraz z budową nowych autostrad i dróg szybkiego ruchu; na drogach już istniejących o mniejszym natężeniu ruchu w miejscach przecięcia korytarzy migracyjnych, umieszczenie odpowiednich znaków informujących o tym oraz ograniczenie prędkości;
- ochrona dolin rzecznych – poprzez zaniechanie zabudowy brzegów, regulacji koryta rzecznego; rewitalizacja najbardziej zdegradowanych odcinków rzek;
- zalesienia – dotyczy korytarzy migracyjnych, gdzie płaty lasu w obrębie takiego korytarza są oddalone od siebie na odległość powyżej 1 km (z wyłączeniem cennych przyrodniczo siedlisk nieleśnych);
- ochrona przed dalszą zabudową odcinków korytarzy ekologicznych o znacznych przewężeniach, spowodowanych bezpośrednim sąsiedztwem terenów zurbanizowanych.